# 本杰明·汉斯
本杰明·汉斯（英語：Benjamin Hance，2000年7月25日—），澳大利亚男子游泳运动员。他曾代表澳大利亚参加2020年夏季残疾人奥林匹克运动会游泳比赛，获得一枚金牌、一枚银牌和一枚铜牌。